# Clay Johnson
Clay Johnson é um ex-jogador de basquete norte-americano que foi campeão da Temporada da NBA de 1981-82 jogando pelo Los Angeles Lakers.